# Sucursalisme
El Sucursalisme és el nom que es dona a la pràctica política pròpia de les seccions provincials o regionals dels partits polítics espanyols centralitzats. Aquesta forma d'actuació està caracteritzada per la dependència cap a les directrius emanades del centre polític i per la subordinació a aquest primer criteri de la defensa dels interessos del país o del territori.

## Història
El sucursalisme va ser un element consubstancial a la formació dels partits polític espanyols de la Restauració borbònica. El sistema descansava sobre el tornisme o alternança sistemàtica en el govern de l'estat de liberals i conservadors. Aquesta alternança es garantia a través de la manipulació dels processos electorals (caciquisme, cunerisme, etc.), en un context de democràcia molt limitada (sufragi censatari). El model va trobar la seva formulació més estable en el canovisme que aconseguí mantenir el sistema de torns i fraus electorals fins a la Dictadura de Primo de Rivera. El sucursalisme anava vinculat a la concepció centralitzada de l'estat impulsada des del liberalisme conservador (partits dinàstics). D'aquesta manera, el cunerisme no seria possible sense l'existència del sucursalisme, i tot plegat descansaria sobre els sistemes de control de l'electorat (caciquisme).
En els períodes de restabliment de la democràcia (Segona República i transició democratica a partir de 1977) el sucursalisme ha estat obertament qüestionat en diverses comunitats autònomes de l'estat espanyol per formacions polítiques nacionalistes i regionalistes, que en els casos de les nacionalitats amb més consciència identitària l'han converitit en una pràctica minoritària (Catalunya i País Basc). En altres casos les formes sucursalistes han estat atenuades o directament alterades pel reconeixement de cert grau d'autonomia a les seccions territorials dels partits espanyols, sovint no sense evitar la permanència d'un cert nivell de tensió.